# Cwm (správce oken)
cwm (zkratka z anglického Calm Window Manager) je správce oken pro prostředí X Window System. Je vyvíjen primárně jako součást operačního systému OpenBSD, ve kterém nahradil v roli přednastaveného správce oken program wm2,[zdroj⁠?!] ale existují jeho porty pro jiné unixovité operační systémy, mj. pro Linux. Je napsán v programovacím jazyce C a uvolněn pod licencí ISC. Částečně vychází ze správce oken 9wm. 
Je zaměřen na ovládání klávesnicí a podporuje tedy řadu klávesových zkratek. Explicitně nenabízí virtuální plochy, ale umožňuje dosáhnout podobného stylu práce pomocí mechanismu seskupování oken.